# Montceaux-Ragny
Montceaux-Ragny är en kommun i departementet Saône-et-Loire i regionen Bourgogne-Franche-Comté i östra Frankrike. Kommunen ligger i kantonen Sennecey-le-Grand som tillhör arrondissementet Chalon-sur-Saône. År 2022 hade Montceaux-Ragny 31 invånare.

## Befolkningsutveckling
Antalet invånare i kommunen Montceaux-Ragny
| Referens: INSEE |